# Aljamain Sterling
Aljamain Antoine Sterling (Uniondale, Nueva York, Estados Unidos, 31 de julio de 1989) es un artista marcial mixto estadounidense que compite en la división de peso gallo de Ultimate Fighting Championship. Desde el 17 de septiembre de 2024, está en la posición #9 del ranking de peso pluma de UFC.

## Primeros años
Nació en 1989 en Uniondale, Nueva York, Estados Unidos, de padres jamaicanos, Cleveland y Sophie Sterling. Creció con siete hermanos completos y al menos 12 medio hermanos. Para mantenerse alejado de la frecuente vida de pandillas a la que se unieron algunos de sus hermanos, empezó a practicar la lucha libre en el instituto de Uniondale en 2004.
Al no poder alcanzar las notas para llegar a la División I, optó por matricularse en el Morrisville State College, donde siguió luchando. Durante su estancia en Morrisville, se interesó por las MMA al conocer a Jon Jones y entrenar en el equipo de lucha. Después del primer año, se trasladó a Cortland y acabó convirtiéndose en un dos veces All-American de la División III de la NCAA con un récord de 87-27. Se graduó en Cortland con una licenciatura en educación física. Tras años de ausencia en la competición de lucha, luchó y se enfrentó al dos veces All-American de lucha NCAA DI y estudiante de segundo año de Penn State Roman Bravo-Young, el 22 de diciembre de 2020, en la NLWC IV. El reglamento consistió en seis minutos de lucha libre y tres minutos de jiu-jitsu brasileño. Fue derrotado por puntos en el primer combate, pero en el segundo golpeó a Bravo-Young.
Se ganó el apodo de "The Funk Master" por su estilo de lucha poco ortodoxo.

## Carrera en las artes marciales mixtas
Mientras estudiaba en Cortland, fue invitado por Jones a probar las artes marciales mixtas en su gimnasio de entonces, The BombSquad en Ithaca, Nueva York. A los pocos combates de su carrera profesional, dejó The BombSquad y comenzó a entrenar en Serra-Longo Fight Team.

### Inicios
Comenzó su carrera amateur en 2009 con una victoria por sumisión. Antes de convertirse en profesional, logró un registro amateur de 6-1 con la única derrota por medio de decisión dividida, que finalmente vengar esta pérdida. Consiguió el Campeonato Amateur de Peso Gallo de Raging Wolf y el Campeonato Amateur de Peso Pluma de Extreme FC.
Comenzó su carrera profesional con un 2-0, antes de ganar una oportunidad para el Campeonato de Peso Gallo de la ROC. Derrotó a Claudio Ledesma por decisión dividida para hacerse con el título. Sin embargo, este sería su último combate con la organización Ring of Combat, ya que más tarde firmaría con Cage Fury Fighting Championships.
Debutó en la CFFC en un combate de peso pluma contra Evan Chmieleski. Ganó el combate por TKO a falta de dos segundos para el final del primer asalto. Esta victoria le valió una oportunidad para el vacante Campeonato de Peso Gallo de CFFC. Derrotó a Sean Santella por decisión unánime para conseguir su segundo título profesional. Después, defendió el Campeonato de Peso Gallo de CFFC en tres ocasiones. Terminó sus tres defensas del título por estrangulamiento por detrás, lo que le valió la oportunidad de competir en la UFC.

### Ultimate Fighting Championship
Se esperaba que se enfrentara a Lucas Martins el 22 de febrero de 2014 en UFC 170. Sin embargo, Martins también se lesionó y fue sustituido por Cody Gibson. Ganó el combate por decisión unánime.
Se enfrentó a Hugo Viana el 16 de julio de 2014 en UFC Fight Night: Cerrone vs. Miller. Ganó el combate por TKO en el tercer asalto.
Se esperaba que se enfrentara a Mitch Gagnon el 4 de octubre de 2014 en UFC Fight Night: MacDonald vs. Saffiedine. Sin embargo, se retiró del combate y fue sustituido por Rob Font.
Se esperaba que se enfrentara a Frankie Saenz el 8 de noviembre de 2014 en UFC Fight Night: Rockhold vs. Bisping. Sin embargo, Sáenz se vio obligado a retirarse del combate y, a su vez, Michael Imperato fue vinculado brevemente como sustituto. Sin embargo, su fichaje fue rápidamente rescindido y como resultado, Sterling fue retirado del evento.
Se esperaba que se enfrentara a Manvel Gamburyan el 18 de abril de 2015 en UFC on Fox: Machida vs. Rockhold. Sin embargo, Gamburyan se retiró del combate alegando una lesión y fue sustituido por Takeya Mizugaki. Ganó el combate por sumisión en el tercer asalto.
Se enfrentó a Johnny Eduardo el 10 de diciembre de 2015 en UFC Fight Night: Namajunas vs. VanZant. Ganó el combate por sumisión en el segundo asalto.
Se enfrentó a Bryan Caraway el 29 de mayo de 2016 en UFC Fight Night: Almeida vs. Garbrandt. Perdió el combate por decisión dividida.
Se esperaba que se enfrentara a Raphael Assunção el 9 de diciembre de 2016 en UFC Fight Night: Lewis vs. Abdurakhimov. Sin embargo, se retiró del combate el 23 de noviembre alegando una lesión. Posteriormente, Assunção fue retirado de la cartelera.
Se enfrentó a Raphael Assunção el 28 de enero de 2017 en UFC on Fox: Shevchenko vs. Peña. Perdió el combate por decisión dividida.
Se enfrentó a Augusto Mendes el 15 de abril de 2017 en UFC on Fox: Johnson vs. Reis. Ganó el combate por decisión unánime.
Se enfrentó a Renan Barão el 29 de julio de 2017 en UFC 214. El combate fue programado inicialmente para ser disputado en el peso gallo, sin embargo, el 28 de junio, la Comisión Atlética del Estado de California anunció que no daría licencia a Barão para competir en ese peso debido a su lucha para hacer el peso requerido en el UFC 177. El combate con Sterling se desarrolló tal y como estaba programado en un peso acordado de 140 libras. Ganó el combate por decisión unánime.
Se esperaba que se enfrentara a Rani Yahya el 9 de diciembre de 2017 en UFC Fight Night: Swanson vs. Ortega. Sin embargo, Yahya se retiró del evento el 7 de noviembre de 2017 debido a una lesión, y fue sustituido por Marlon Moraes. Perdió el combate por KO en el primer asalto.
Se enfrentó a Brett Johns el 21 de abril de 2018 en UFC Fight Night: Barboza vs. Lee. Ganó el combate por decisión unánime.
Se enfrentó a Cody Stamann el 8 de septiembre de 2018 en UFC 228. Ganó el combate por sumisión en el segundo asalto.
Se enfrentó a Jimmie Rivera el 17 de febrero de 2019 en UFC on ESPN: Ngannou vs. Velasquez. Ganó el combate por decisión unánime.
Se enfrentó a Pedro Munhoz el 8 de junio de 2019 en UFC 238. Ganó el combate por decisión unánime.
Se enfrentó a Cory Sandhagen el 6 de junio de 2020 en UFC 250 en un combate que el presidente de la UFC, Dana White, confirmó que el ganador lucharia por el Campeonato de Peso Gallo. Ganó el combate por sumisión en el primer asalto. Esta victoria le valió el premio a la Actuación de la Noche.
Se esperaba que se enfrentara a Petr Yan por el Campeonato de Peso Gallo de la UFC el 12 de diciembre de 2020 en UFC 256. Sin embargo, el 22 de noviembre se anunció que el combate fue descartado de la cartelera de UFC 256 debido a razones no reveladas y el combate tuvo lugar el 6 de marzo de 2021 en UFC 259. Ganó el combate por descalificación debido a un rodillazo ilegal intencionado en el cuarto asalto, convirtiéndose en el nuevo Campeón de Peso Gallo de la UFC. Se convirtió en el primer luchador en la historia de la UFC en ganar un campeonato por descalificación.
Se esperaba que la revancha con Yan tuviera lugar el 30 de octubre de 2021 en UFC 267. Sin embargo, el 25 de septiembre, se retiró de la contienda debido a problemas persistentes en el cuello por la cirugía. La pareja fue inicialmente reprogramada para enfrentarse el 5 de marzo de 2022 en UFC 272, pero el combate se retrasó hasta el 9 de abril de 2022 en UFC 273. Ganó el combate por decisión dividida. 11 de los 18 medios de comunicación de las MMA puntuaron el combate a favor de Sterling, mientras que 5 lo hicieron como un empate.
Se enfrentó a T.J. Dillashaw el 22 de octubre de 2022 en UFC 280. Ganó el combate por TKO en el segundo asalto.

## Campeonatos y logros

### Artes marciales mixtas
- Ultimate Fighting Championship
  - Campeonato de Peso Gallo de la UFC (una vez)
  - Actuación de la Noche (una vez) vs. Cory Sandhagen[59]
  - Empatado (T.J. Dillashaw) con el mayor número de victorias en la historia de la división de peso gallo de la UFC (13)[72]
  - Mayor racha de victorias en la historia de la división de peso gallo de la UFC (8)
- Cage Fury Fighting Championships
  - Campeonato de Peso Gallo de CFFC (una vez)
    - Tres defensas exitosas del título
- Ring of Combat
  - Campeonato de Peso Gallo de ROC (una vez)
- MMAJunkie.com
  - Sumisión del año 2018 vs. Cody Stamann[73]
  - Sumisión del mes de junio de 2020 vs. Cory Sandhagen[74]
- Cageside Press
  - Sumisión del año 2020 vs. Cory Sandhagen, empatado con Jabib Nurmagomédov y A.J. McKee[75]

## Récord en artes marciales mixtas
| Resultado | Récord | Oponente         | Método                                     | Evento                                 | Fecha                   | Ronda | Tiempo | Localización                 | Notas                                                            |
| --------- | ------ | ---------------- | ------------------------------------------ | -------------------------------------- | ----------------------- | ----- | ------ | ---------------------------- | ---------------------------------------------------------------- |
| Derrota   | 24-5   | Movsar Evloev    | Decisión (unánime)                         | UFC 310                                | 7 de diciembre de 2024  | 3     | 5:00   | Las Vegas, Nevada            |                                                                  |
| Victoria  | 24-4   | Calvin Kattar    | Decisión (unánime)                         | UFC 300                                | 13 de abril de 2024     | 3     | 5:00   | Las Vegas, Nevada            | Regresó al peso pluma.                                           |
| Derrota   | 23-4   | Sean O'Malley    | TKO (golpes)                               | UFC 292                                | 18 de agosto de 2023    | 2     | 0:51   | Boston, Massachusetts        | Perdió el Campeonato de Peso Gallo de la UFC.                    |
| Victoria  | 23-3   | Henry Cejudo     | Decisión (dividida)                        | UFC 288                                | 6 de mayo de 2023       | 5     | 5:00   | Nueva Jersey                 | Defendió el Campeonato de Peso Gallo de la UFC.                  |
| Victoria  | 22-3   | T.J. Dillashaw   | TKO (puñetazos)                            | UFC 280                                | 22 de octubre de 2022   | 2     | 3:44   | Abu Dhabi                    | Defendió el Campeonato de Peso Gallo de la UFC.                  |
| Victoria  | 21-3   | Petr Yan         | Decisión (dividida)                        | UFC 273                                | 9 de abril de 2022      | 5     | 5:00   | Jacksonville, Florida        | Defendió el Campeonato de Peso Gallo de la UFC.                  |
| Victoria  | 20-3   | Petr Yan         | Descalificación (rodillazo ilegal)         | UFC 259                                | 6 de marzo de 2021      | 4     | 4:29   | Las Vegas, Nevada            | Ganó el Campeonato de Peso Gallo de la UFC.                      |
| Victoria  | 19-3   | Cory Sandhagen   | Sumisión (estrangulamiento por detrás)     | UFC 250                                | 6 de junio de 2020      | 1     | 1:28   | Las Vegas, Nevada            | Actuación de la Noche.                                           |
| Victoria  | 18-3   | Pedro Munhoz     | Decisión (unánime)                         | UFC 238                                | 8 de junio de 2019      | 3     | 5:00   | Chicago, Illinois            |                                                                  |
| Victoria  | 17-3   | Jimmie Rivera    | Decisión (unánime)                         | UFC on ESPN: Ngannou vs. Velasquez     | 17 de febrero de 2019   | 3     | 5:00   | Phoenix, Arizona             |                                                                  |
| Victoria  | 16-3   | Cody Stamann     | Sumisión (estiramiento de Suloev)          | UFC 228                                | 8 de septiembre de 2018 | 2     | 3:42   | Dallas, Texas                |                                                                  |
| Victoria  | 15-3   | Brett Johns      | Decisión (unánime)                         | UFC Fight Night: Barboza vs. Lee       | 21 de abril de 2018     | 3     | 5:00   | Atlantic City, Nueva Jersey  |                                                                  |
| Derrota   | 14-3   | Marlon Moraes    | KO (rodillazo)                             | UFC Fight Night: Swanson vs. Ortega    | 9 de diciembre de 2017  | 1     | 1:07   | Fresno, California           |                                                                  |
| Victoria  | 14-2   | Renan Barão      | Decisión (unánime)                         | UFC 214                                | 29 de julio de 2017     | 3     | 5:00   | Anaheim, California          | Combate de peso acordado (140 libras).                           |
| Victoria  | 13-2   | Augusto Mendes   | Decisión (unánime)                         | UFC on Fox: Johnson vs. Reis           | 15 de abril de 2017     | 3     | 5:00   | Kansas City, Misuri          |                                                                  |
| Derrota   | 12-2   | Raphael Assunção | Decisión (dividida)                        | UFC on Fox: Shevchenko vs. Peña        | 28 de enero de 2017     | 3     | 5:00   | Denver, Colorado             |                                                                  |
| Derrota   | 12-1   | Bryan Caraway    | Decisión (dividida)                        | UFC Fight Night: Almeida vs. Garbrandt | 29 de mayo de 2016      | 3     | 5:00   | Las Vegas, Nevada            | Pelea de la Noche.                                               |
| Victoria  | 12-0   | Johnny Eduardo   | Sumisión (estrangulamiento por guillotina) | UFC Fight Night: Namajunas vs. VanZant | 10 de diciembre de 2015 | 2     | 4:18   | Las Vegas, Nevada            |                                                                  |
| Victoria  | 11-0   | Takeya Mizugaki  | Sumisión (estrangulamiento del brazo)      | UFC on Fox: Machida vs. Rockhold       | 18 de abril de 2015     | 3     | 2:11   | Newark, Nueva Jersey         |                                                                  |
| Victoria  | 10-0   | Hugo Viana       | TKO (puñetazos)                            | UFC Fight Night: Cerrone vs. Miller    | 16 de julio de 2014     | 3     | 3:50   | Atlantic City, Nueva Jersey  |                                                                  |
| Victoria  | 9-0    | Cody Gibson      | Decisión (unánime)                         | UFC 170                                | 22 de febrero de 2014   | 3     | 5:00   | Las Vegas, Nevada            |                                                                  |
| Victoria  | 8-0    | Joel Roberts     | Sumisión (estrangulamiento por detrás)     | CFFC 30: Sterling vs. Roberts          | 2 de noviembre de 2013  | 1     | 1:49   | King of Prussia, Pensilvania | Defendió el Campeonato de Peso Gallo de CFFC.                    |
| Victoria  | 7-0    | Sidemar Honorio  | Sumisión (estrangulamiento por detrás)     | CFFC 16: Williams vs. Jacoby           | 24 de agosto de 2012    | 2     | 4:05   | Atlantic City, Nueva Jersey  | Defendió el Campeonato de Peso Gallo de CFFC.                    |
| Victoria  | 6-0    | Casey Johnson    | Sumisión (estrangulamiento por detrás)     | CFFC 14: No Mercy                      | 14 de abril de 2012     | 3     | 2:11   | Atlantic City, Nueva Jersey  | Defendió el Campeonato de Peso Gallo de CFFC.                    |
| Victoria  | 5-0    | Sean Santella    | Decisión (unánime)                         | CFFC 11: Danger Zone!                  | 22 de octubre de 2011   | 5     | 5:00   | Atlantic City, Nueva Jersey  | Regreso al peso gallo. Ganó el Campeonato de Peso Gallo de CFFC. |
| Victoria  | 4-0    | Evan Chmielski   | TKO (puñetazos)                            | CFFC 10: Black Eye                     | 23 de julio de 2011     | 1     | 4:58   | Atlantic City, Nueva Jersey  | Debut en el peso pluma.                                          |
| Victoria  | 3-0    | Claudio Ledesma  | Decisión (dividida)                        | Ring of Combat 36                      | 17 de junio de 2011     | 1     | 1:01   | Atlantic City, Nueva Jersey  | Ganó el Campeonato de Peso Gallo de Ring of Combat.              |
| Victoria  | 2-0    | Harley Leimbach  | Sumisión (estrangulamiento por detrás)     | EFC: Bragging Rights 2                 | 21 de mayo de 2011      | 1     | 4:01   | Erie, Pensilvania            |                                                                  |
| Victoria  | 1-0    | Sergio da Silva  | Decisión (unánime)                         | UCC 4: Supremacy                       | 22 de abril de 2011     | 3     | 5:00   | Morristown, Nueva Jersey     |                                                                  |